# 克森斯峰
克森斯峰（英語：Kessens Peak）是南極洲的山峰，位於瑪麗伯德地，處於佩恩山東南面9公里，屬於拉戈斯山脈的一部分，海拔高度2,660米，美國地質調查局根據測量和美國海軍拍攝的空中照片繪入地圖，現時由南極條約體系管理。